# 발데사르사역
프랑코스 로드리게스 역(스페인어: Valdezarza)은 마드리드 지하철 7호선의 역이다. 마드리드 몽클로아아라바카 구 발데사르사 지역의 산 레스티투토 거리 지하에 위치해 있다. 요금구역상으로는 A구역에 속한다.

## 역사
1999년 2월 12일 7호선의 카날 - 발데사르사 구간 연장과 함께 문을 열었다. 한동안 7호선의 시종착역 역할을 하다가 같은해 3월 29일 7호선이 피티스 역까지 다시 연장되면서 일반역이 되었다.

## 환승 정보
이 역 주변에는 시내버스 정류장이 없다.
지하철
| 마드리드 지하철                          | 마드리드 지하철       | 마드리드 지하철        |
| ---------------------------------------- | --------------------- | ---------------------- |
| 프랑코스 로드리게스 오스피탈 델 에나레스 | 마드리드 지하철 7호선 | 안토니오 마차도 피티스 |